# Valloire
Valloire (en arpità Vârouère) és un municipi francès al departament de Savoia (regió d'Alvèrnia-Roine-Alps). L'any 2007 tenia 1.293 habitants.

## Demografia

### Població
El 2007 la població de fet de Valloire era de 1.293 persones. Hi havia 578 famílies de les quals 192 eren unipersonals (108 homes vivint sols i 84 dones vivint soles), 167 parelles sense fills, 159 parelles amb fills i 60 famílies monoparentals amb fills.
La població ha evolucionat segons el següent gràfic:
Habitants censats

### Habitatges
El 2007 hi havia 3.461 habitatges, 583 eren l'habitatge principal de la família, 2.778 eren segones residències i 99 estaven desocupats. 520 eren cases i 2.868 eren apartaments. Dels 583 habitatges principals, 356 estaven ocupats pels seus propietaris, 182 estaven llogats i ocupats pels llogaters i 45 estaven cedits a títol gratuït; 39 tenien una cambra, 109 en tenien dues, 134 en tenien tres, 149 en tenien quatre i 151 en tenien cinc o més. 453 habitatges disposaven pel capbaix d'una plaça de pàrquing. A 323 habitatges hi havia un automòbil i a 199 n'hi havia dos o més.

### Piràmide de població
La piràmide de població per edats i sexe el 2009 era:
| Homes | Edats   | Dones |
| ----- | ------- | ----- |
| 0     | 95 o +  | 0     |
| 0     | 90 a 94 | 0     |
| 8     | 85 a 89 | 8     |
| 0     | 80 a 84 | 12    |
| 16    | 75 a 79 | 4     |
| 40    | 70 a 74 | 36    |
| 28    | 65 a 69 | 40    |
| 36    | 60 a 64 | 12    |
| 32    | 55 a 59 | 40    |
| 52    | 50 a 54 | 36    |
| 48    | 45 a 49 | 24    |
| 52    | 40 a 44 | 28    |
| 44    | 35 a 39 | 40    |
| 40    | 30 a 34 | 68    |
| 44    | 25 a 29 | 76    |
| 60    | 20 a 24 | 52    |
| 36    | 15 a 19 | 28    |
| 12    | 10 a 14 | 24    |
| 24    | 5 a 9   | 20    |
| 56    | 0 a 4   | 36    |

## Economia
El 2007 la població en edat de treballar era de 865 persones, 700 eren actives i 165 eren inactives. De les 700 persones actives 687 estaven ocupades (384 homes i 303 dones) i 13 estaven aturades (6 homes i 7 dones). De les 165 persones inactives 72 estaven jubilades, 60 estaven estudiant i 33 estaven classificades com a «altres inactius».

### Ingressos
El 2009 a Valloire hi havia 540 unitats fiscals que integraven 1.219 persones, la mediana anual d'ingressos fiscals per persona era de 19.502,5 €.

### Activitats econòmiques
Dels 352 establiments que hi havia el 2007, 2 eren d'empreses extractives, 7 d'empreses alimentàries, 4 d'empreses de fabricació d'altres productes industrials, 29 d'empreses de construcció, 46 d'empreses de comerç i reparació d'automòbils, 6 d'empreses de transport, 73 d'empreses d'hostatgeria i restauració, 7 d'empreses d'informació i comunicació, 4 d'empreses financeres, 32 d'empreses immobiliàries, 12 d'empreses de serveis, 117 d'entitats de l'administració pública i 13 d'empreses classificades com a «altres activitats de serveis».
Dels 74 establiments de servei als particulars que hi havia el 2009, 1 era una oficina de correu, 3 oficines bancàries, 10 paletes, 5 guixaires pintors, 5 fusteries, 3 lampisteries, 2 electricistes, 1 empresa de construcció, 3 perruqueries, 1 veterinari, 35 restaurants i 5 agències immobiliàries.
Dels 39 establiments comercials que hi havia el 2009, 1 era una botiga de més de 120 m², 3 botiges de menys de 120 m², 6 fleques, 2 carnisseries, 2 llibreries, 6 botigues de roba, 2 botigues d'equipament de la llar, 14 botigues de material esportiu, 1 un drogueria i 2 joieries.
L'any 2000 a Valloire hi havia 11 explotacions agrícoles que ocupaven un total de 276 hectàrees.

## Equipaments sanitaris i escolars
El 2009 hi havia 1 farmàcia i 1 ambulància.
El 2009 hi havia una escola elemental.

## Poblacions més properes
El següent diagrama mostra les poblacions més properes.